# Bastnazyt
Bastnazyt (bastenzyt, bastnezyt, hamartyt) – minerał z gromady węglanów, niekiedy zaliczany do grupy halogenków. Należy do minerałów rzadkich.
Nazwa pochodzi od złoża Bastnäs koło Riddarhyttan w Västmanlandzie, w Szwecji.
Oprócz form podstawowych, na drodze diadochii tworzy wiele odmian, zawierających takie pierwiastki jak neodym, dysproz, europ czy lutet. Odmiany najczęściej występujące to:
- bastnazyt-(Ce) – CeCO3F
- bastnazyt-(Y) – YCO3F
- bastnazyt-(La) – LaCO3F

## Właściwości
Zazwyczaj tworzy kryształy o pokroju tabliczkowym (nieco wydłużone). Występuje w skupieniach zbitych, rozetkowych i ziarnistych. Jest minerałem kruchym, przezroczystym do przeświecającego. 

## Występowanie
Jest składnikiem pegmatytów i utworów pneumatolitycznych hydrotermalnych. Bywa spotykany w skarnach i karbonatytach. Współwystępuje z cerusytem, allanitem, kalcytem, dolomitem, monacytem, barytem, fluorytem, burbankitem, ankylitem.
Miejsca występowania: Niemcy – Schwarzwald, Szwecja – Riddarhyttan, USA – Kalifornia, Kolorado, Nowy Meksyk, Rosja – Ural, Madagaskar, RPA.
W Polsce – został stwierdzony na Dolnym Śląsku (Żółkiewka), w okolicach Suwałk (rozpoznany w rdzeniu wiercenia Tajno).

## Zastosowanie
- ważne źródło ceru i innych metali ziem rzadkich
- ceniony[przez kogo?] kamień kolekcjonerski